# Bluestocking
Uma bluestocking é uma mulher educada, intelectual, originalmente membro da Sociedade das Meias azuis (Blue Stockings Society) do século XVIII, dirigida pela anfitriã e crítica Elizabeth Montagu (1720–1800), a "Rainha das Azuis" (Queen of the Blues), incluindo Elizabeth Vesey (1715–1791), Hester Chapone (1727–1801) e a classicista Elizabeth Carter (1717–1806). Na seguinte geração vieram Hester Lynch Piozzi (1741–1821), Hannah Mais (1745–1833) e Frances Burney (1752–1840).
Até finais do século XVIII, o termo referia-se a pessoas instruídas de ambos sexos. Mais tarde aplicou-se principalmente a mulheres intelectuais e o equivalente francês bas bleu teve uma conotação similar. Posteriormente utilizou-se com uma conotação negativa e em alguns casos aquelas mulheres eram estereotipadas como mulher desalinhada (frumpy). A referência às meias azuis surgiu da época quando as meias de lã penteada eram uma vestimenta informal, em contraste com o formal, que eram as meias de seda pretas da moda. A referência mais frequente sobre este tipo é para um homem, Benjamin Stillingfleet, quem ao que parece carecia das meias negras formais, mas participou na Sociedade das Meias Azuis.

## História
Uma referência às bluestockings foi atribuída a John Amos Comenius em seu livro de 1638, onde  mencionou a antiga tradição de excluir às mulheres de uma educação elevada, citando a Biblia e a Euripides. Aquela referência, ainda assim, provem da tradução de Keatinge  em 1896 e não está presente ao texto latino original de Comenius. O nome pode ter sido aplicado no século XV às meias azuis levadas pelos membros da Compagnie della Calza em Veneza, o qual foi então adoptado em Paris e Londres; no século XVII pelos Covenanters da Escócia, quem levavam meias de lã sem branquear, em contraste com as médias branqueadas ou pintadas dos mais ricos. Em 1870 Henry D. Wheatley notou que a camarilla de Elizabeth Montagu recebeu o nome de "meias azuis" em honra às meias azuis que usava o naturalista Benjamin Stillinfleet.
A Blue Stockings Society foi uma sociedade literária  dirigido por Elizabeth Montagu e outras no ano 1750 em Inglaterra. Elizabeth Montagu era uma anomalía nesta sociedade porque  tomou posse da propriedade de seu marido quando ele morreu. Isto lhe permitiu ter impacto em seu mundo. Esta sociedade esteve fundada por mulheres, e incluía muitos membros proeminentes da sociedade inglesa, ambos homens e mulheres, incluindo a Harriet Bowdler, Edmund Burke, Sarah Fielding, Samuel Johnson, e Frances Pulteney. M.P., uma ópera cômica de 1811 por Thomas Moore e Charles Edward Horn, foi intitulada The Blue Stocking (A Média Azul). Continha uma personagem, Lady Bab Blue (a senhora de carácter azul) quem era uma paródia  das bluestockings.
William Hazlitt disse, "O bluestocking é o personagem mais odioso da sociedade... funde-se onde quer que a coloquem, como a gema de um ovo, até o fundo, e leva a sujeira com ela."

## Outros usos
- Em Japão, uma revista literária Seitõ (Bluestocking) foi lançada em 1911 baixo a direcção de Raichō Hiratsuka. Publicou-se até 1916, proporcionando uma saída criativa e uma plataforma política para as feministas japonesas enquanto enfrentavam protestos públicos e censura governamental.[8]

- O Toledo Blue Stockings foi uma equipe de basebol da grandes ligas em Toledo (Ohio) entre 1883-1885. Historicamente, a equipe é mais conhecida por ser o único de grandes ligas com jogadores negros (Moisés Fleetwood Walker e seu irmão, Weldy Walke) antes do aparecimento de Jackie Robinson com os Brooklyn Dodgers em 1947.

- Bluestockings é o nome de uma livraria radical, um café de comércio justo e um centro de ativistas administrado por pessoas voluntárias e de propriedade coletiva localizado no Lower East Side de Manhattan (Nova York) que abriu suas portas em 1999.

- "The Bluestocking" é o nome do anuário de Mary Baldwin College, uma escola tradicional para mulheres em Staunton, Virginia.